# Cyclaspis fulgida
Cyclaspis fulgida är en kräftdjursart som beskrevs av Hale 1944. Cyclaspis fulgida ingår i släktet Cyclaspis och familjen Bodotriidae. Inga underarter finns listade i Catalogue of Life.